# Parainocellia
Genre
Parainocellia est un genre d'insectes raphidioptères de la famille des Inocelliidae. 

## Systématique
Le genre a été créé en 1968 par le couple d'entomologistes autrichiens Horst (d) et Ulrike Aspöck (d).

## Distribution
Ces espèces sont présentes principalement en Italie et dans le sud de la France, et dans une moindre mesure ailleurs en Europe.

## Liste des espèces
Selon  GBIF (30 juin 2022) :
- Parainocellia bicolor A.Costa, 1855
- Parainocellia braueri Albarda, 1891
- Parainocellia burmana U.Aspöck & H.Aspöck, 1968
- Parainocellia ressli H.Aspöck & U.Aspöck, 1965